# LEO Express

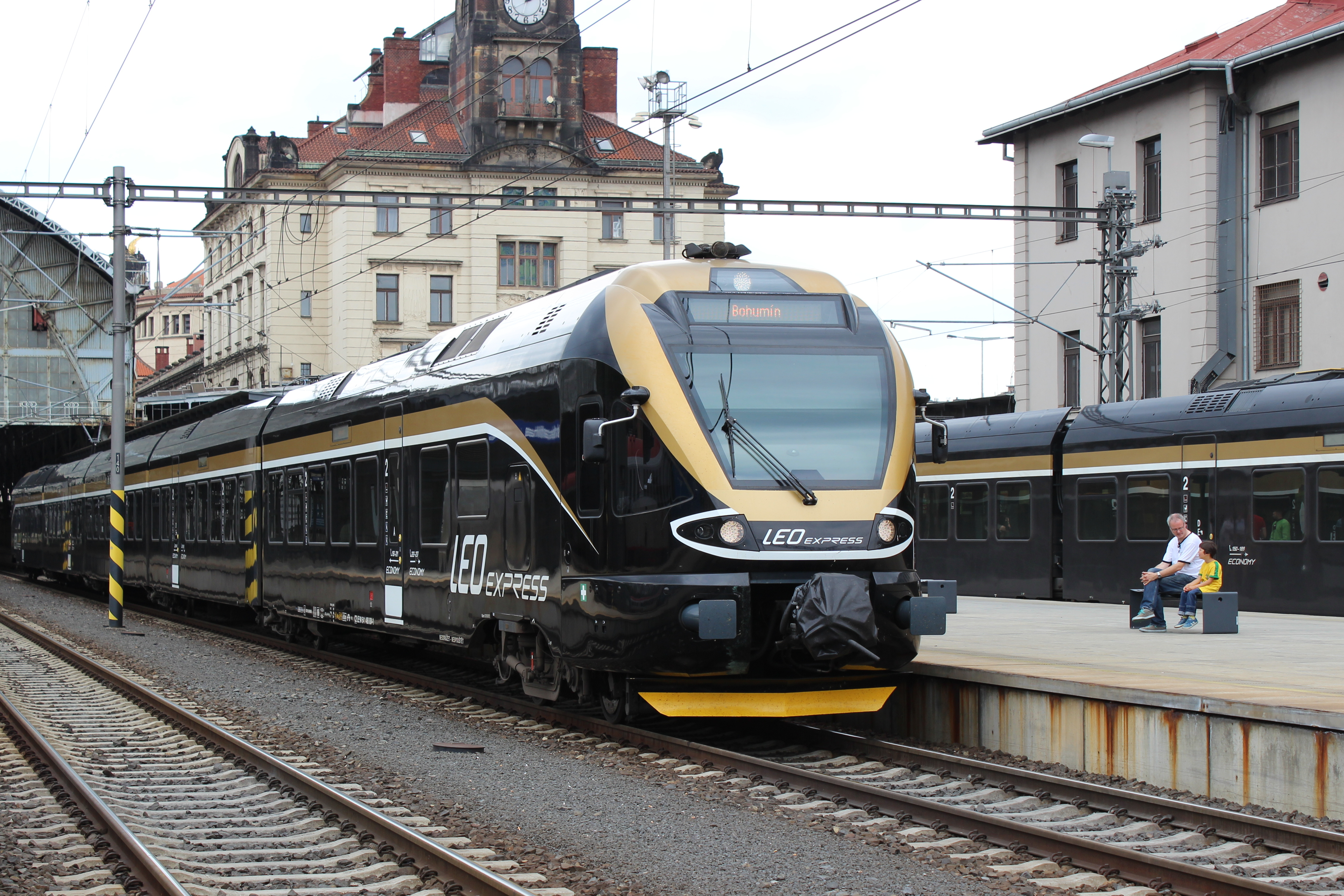
Leo Express

A Leo Express egy csehországi személyszállító magán vasúttársaság.

## Története
2012 végén a České dráhy és a RegioJet mellett a harmadik üzemeltető is megjelent a csehországi Prága–Ostrava vasútvonal üzemeltetői között Leo Express néven. A társaság vonatain háromféle osztályt biztosít az utasoknak: Economy (másodosztály), Business (első osztály) és Premium. A társaság öt darab ötkocsis Stadler FLIRT villamos motorvonatot lízingel a liverpooli székhelyű Novotny vasúti járműlízing cégtől.
A vonatok először 2012. szeptemberben a berlini InnoTrans kiállításon voltak megtekinthető.